# Бланско (футбольный клуб)
«Бла́нско» — чешский футбольный клуб из одноимённого города, выступающий в Моравско-силезской футбольной лиге, третьим по значимости футбольном дивизионе в Чехии. Клуб основан в 2004 году, домашние матчи проводит на стадионе «На Удолни», вместимостью около 3500 зрителей. Главным достижением клуба является выход в ФНЛ в сезоне 2019/20.

## Прежние названия
- 2004 — ФК АПОС Бланско (чеш. Fotbalový klub APOS Blansko)
- 2012 — ФК Бланско (чеш. Fotbalový klub Blansko)

## Статистика выступлений в чемпионате и Кубке Чехии
| Сезон   | Лига/дивизион                      | Уров. | Место | Кубок                 |
| ------- | ---------------------------------- | ----- | ----- | --------------------- |
| 2004/05 | I А класс Южноморавского края      | 6     | 4     | не участвовал         |
| 2005/06 | I А класс Южноморавского края      | 6     | 2     | не участвовал         |
| 2006/07 | Чемпионат Южноморавского края      | 5     | 1     | не участвовал         |
| 2007/08 | Дивизион D                         | 4     | 1     | Первый раунд          |
| 2008/09 | Моравско-силезская футбольная лига | 3     | 16    | не участвовал         |
| 2009/10 | Дивизион D                         | 4     | 13    | Первый раунд          |
| 2010/11 | Дивизион D                         | 4     | 14    | Первый раунд          |
| 2011/12 | Чемпионат Южноморавского края      | 5     | 2     | не участвовал         |
| 2012/13 | Чемпионат Южноморавского края      | 5     | 1     | не участвовал         |
| 2013/14 | Дивизион D                         | 4     | 5     | Предварительный раунд |
| 2014/15 | Дивизион D                         | 4     | 14    | Второй раунд          |
| 2015/16 | Дивизион D                         | 4     | 1     | Предварительный раунд |
| 2016/17 | Моравско-силезская футбольная лига | 3     | 16    | Предварительный раунд |
| 2017/18 | Дивизион D                         | 4     | 11    | Предварительный раунд |
| 2018/19 | Дивизион D                         | 4     | 1     | Предварительный раунд |
| 2019/20 | Моравско-силезская футбольная лига | 3     | 1     | Предварительный раунд |
| 2020/21 | Футбольная национальная лига       | 2     | 13    | Третий раунд          |
| 2021/22 | Моравско-силезская футбольная лига | 3     | 11    | Второй раунд          |
| 2022/23 | Моравско-силезская футбольная лига | 3     | 9     | Предварительный раунд |
| 2023/24 | Моравско-силезская футбольная лига | 3     | 14    | Предварительный раунд |
| 2024/25 | Моравско-силезская футбольная лига | 3     |       | Предварительный раунд |